# Takahama (Fukui)
Takahama (高浜町 Takahama-chō?) es un pueblo localizado en la prefectura de Fukui, Japón. En octubre de 2019 tenía una población estimada de 10.282 habitantes y una densidad de población de 142 personas por km². Su área total es de 72,40 km².

## Geografía

### Localidades circundantes
- Prefectura de Fukui
  - Ōi
- Prefectura de Kioto
  - Ayabe
  - Maizuru

## Demografía
Según los datos del censo japonés, esta es la población de Takahama en los últimos años.
| 1995   | 2000   | 2005   | 2010   | 2015   |
| ------ | ------ | ------ | ------ | ------ |
| 12.201 | 12.119 | 11.630 | 11.062 | 10.596 |